# Narocz
Narocz (biał. Нарач, Naracz, ros. Нарочь, Narocz, lit. Narutis) – największe jezioro na Białorusi, położone w obwodzie mińskim, w rejonie miadzielskim, część Naroczańskiej Grupy Jezior i dorzecza rzeki Narocz. Jezioro uformowało się w wyniku ostatniego zlodowacenia. Położone jest na terenie Naroczańskiego Parku Narodowego, stanowi największy na Białorusi rejon wypoczynkowy i sanatoryjny. Narocz jest także miejscem połowu ryb i podlega zarybianiu. W okresie międzywojennym była największym jeziorem II Rzeczypospolitej.

## Nazwa
Zdaniem W. Żuczkiewicza, nazwa „Narocz” niewątpliwie ma związek z toponimią bałtycką. W językach litewskim i łotewskim istnieje wiele słów z takim tematem wyrazu: nara – rusałka, naras – nurek, nur i zbliżone do nich. Według J. Pospiełowa, nazwa pochodzi od indoeuropejskiego hydronimicznego tematu wyrazu nar, ner, od którego pochodzi wiele innych podobnych nazw, takich jak rzeki Ner i Nara, litewskojęzyczna nazwa rzeki Wilia – Neris, jezioro Niero i wiele innych.

## Geografia
Jezioro znajduje się w obwodzie mińskim, w rejonie miadzielskim, 4 km na zachód od miasta Miadzioł, pomiędzy wsiami Czerewki, Pasynki, Mikolce, Hatowicze i Zanarocz. Położone jest na Równinie Narocko-Wilejskiej, należy do Naroczańskiej Grupy Jezior i stanowi część dorzecza rzeki Narocz wpadającej do Wilii. Narocz jest największym jeziorem na Białorusi pod względem powierzchni i objętości, jest także najszersze i ma najdłuższą linię brzegową spośród jezior w tym kraju. Jest jednak stosunkowo płytkie i nie znalazło się nawet na liście 42 najgłębszych jezior na Białorusi.
Lustro wody jeziora znajduje się na wysokości 165 m n.p.m. Jego powierzchnia wynosi 79,6 km² albo 80,08 km²), długość – 12,8 km, szerokość maksymalna – 9,8 km, szerokość średnia – 6,2 km, głębokość maksymalna – 24,8 m, głębokość średnia – 8,9 m, długość linii brzegowej – 41 km albo 44,2 km. Objętość wody w Naroczy wynosi 710 mln m³, powierzchnia zlewni – 199 km² albo 279 km². Do jeziora wpada krótka rzeka-przetoka Skiema z jeziora Miastro, a także 17 strumieni, wśród których największe to Niesłucz (obiekt melioracyjny „Prońki”) oraz strumienie bez nazw w pobliżu wsi Antonisberg, Simony, Czerewki i osiedla wczasowego Narocz. Na pobrzeżu występują liczne wyjścia wód podziemnych.

### Niecka
Niecka jeziora jest typu podprądowego, ma owalną formę i jest asymetryczna. Uformowała się w trakcie powstawania Grzędy Święciańskiej w okresie ostatniego zlodowacenia. Stoki niecki na północy i północnym wschodzie zbudowane są z glin piaszczystych i piasków gliniastych, mają wysokość 45–50 m i zostały utworzone przez odnogi Grzędy Święciańskiej. Od wschodu do jeziora sięgają niższe i łagodniej wznoszące się pagórki Grzędy Południowonaroczańskiej, które w części południowo-wschodniej, przy ujściu rzeki Narocz, przechodzą w nizinne bagno. Na południu i zachodzie stoki jeziora mają łagodnie opadającą lub płasko-falistą rzeźbę z częściami teras i wałów brzegowych. Zlewnia jeziora jest zalesiona w 25%.

### Brzeg
Brzegi Naroczy są przeważnie niskie, akumulacyjne, z piaszczystymi plażami, na północy i północnym wschodzie strome i abrazyjne, o wysokości 2–11 m, we wsi Hatowicze 4–5 m, w okolicach wsi Czerewki do 12 m. Także niektóre odcinki zachodniego brzegu są strome i mają wysokość 3–10 m. Na południowym wschodzie brzegi są zabagnione, torfowe. Pojawiają się niewielkie, zbudowane z piasku i żwiru wały brzegowe o wysokości do 1 m, utworzone przez przybojową działalność fal i nasuwanie pokrywy lodowej. Na północnym brzegu znajduje się wykonana z kamieni nawierzchnia drogowa. W pobliżu północno-wschodniego brzegu jeziora, na podwodnym wyniesieniu znajduje się wyspa o powierzchni 6,2 ha, która ze względu na swoją nadzwyczajną malowniczość, a także z powodu życia na niej rzadkich zwierząt została ogłoszona pomnikiem przyrody.

### Dno
Dno jeziora jest dość równe i na większości powierzchni ma nachylenie rzędu 1°. Na wschodzie dno ma nachylenie 5–6° i bardziej złożoną budowę z naprzemienne ułożonych pagórkowatych, pagórkowato-grzędowych i płaskich części, z miejscowymi wyniesieniami niemal do powierzchni (mielizny). Powierzchnia dna o głębokości do 2 m zajmuje 17% powierzchni jeziora, do 5 m – 36%, ponad 20 m – 1,8%. Płycizny przy brzegu są piaszczyste, częściowo z domieszką iłu, przy stromych brzegach znajduje się dużo otoczaków i głazów. Głębokowodna część dna wysłana jest krzemionkowymi i węglanowymi sapropelami i gliniasto-piaszczystymi osadami. Centralna, głębokowodna część niecki charakteryzuje się układem wyniesień o głębokości 7–8 m i licznymi obniżeniami do głębokości 15–18 m. Zakończony mierzeją półwysep Nanosy dzieli jezioro na północno-zachodnie Małe Ploso o głębokości do 18 m i południowo-wschodnie Wielkie Ploso o głębokości do 24,8 m na tzw. Hatowskich Jamach koło wschodniego brzegu, naprzeciwko wsi Hatowicze.

### Hydrologia

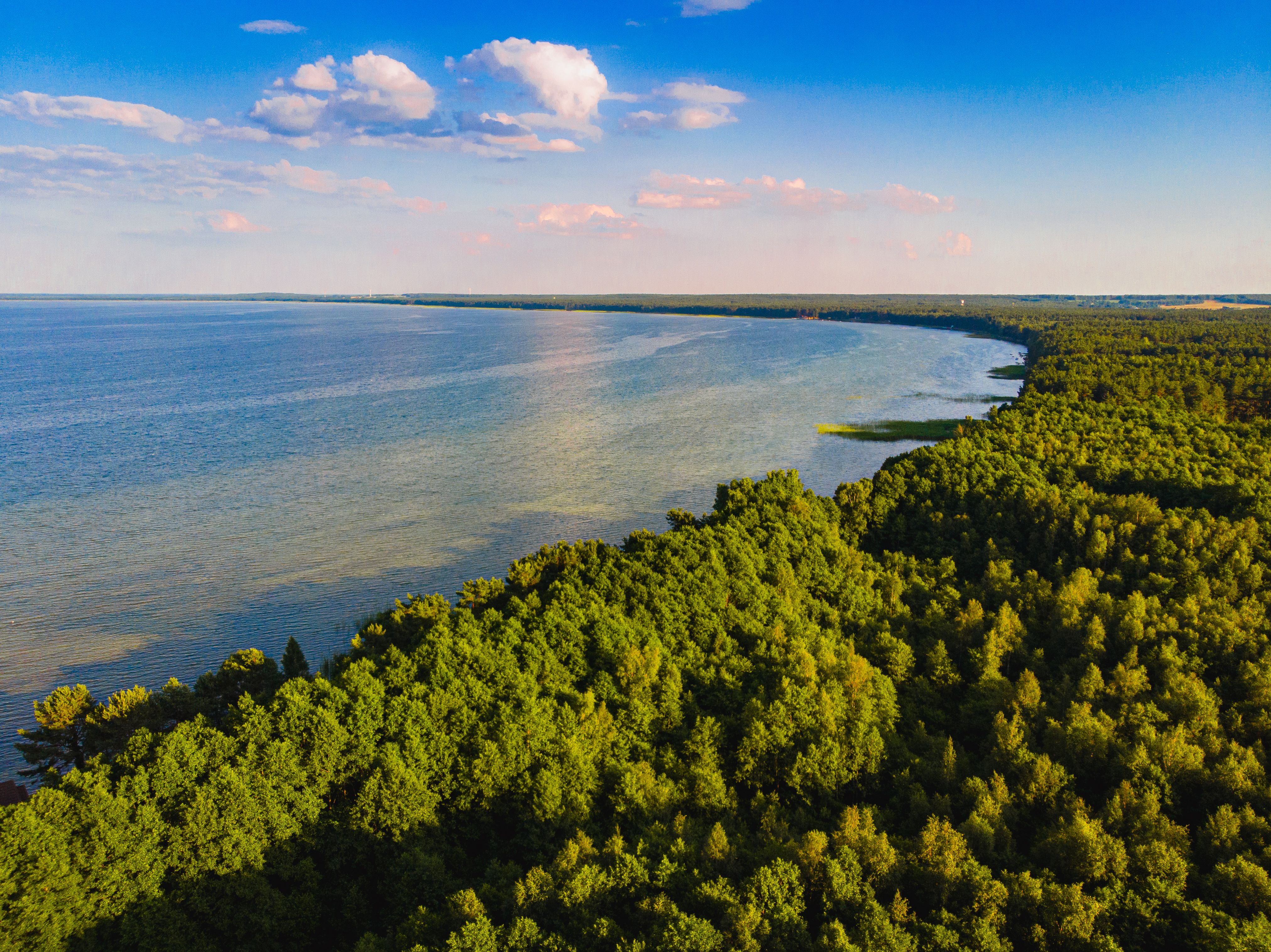
Wody jeziora Narocz

Narocz jest jeziorem polimiktycznym. Jezioro zasilane jest w 62% opadami atmosferycznymi, w 29% wodami powierzchniowymi i około 9% – podziemnymi. Główną drogą odpływu jest wypływająca z jeziora rzeka Narocz, którą wydostaje się 56% wody. Jezioro ma niski stopień wymiany wody. Pełna jej wymiana następuje w czasie do 10 lat (według innego źródła – w ciągu 10–11 lat).

## Parametry fizykochemiczne wody
Narocz jest jeziorem mezotroficznym z oznakami oligotrofii. Przez cały rok woda jest w nim dobrze nasycona tlenem. Mineralizacja wody wynosi do 250 mg/l, przejrzystość 5–7 m latem i do 9 m zimą, odczyn (pH) wynosi ok. 8, barwa wody wynosi 5–7°.
W latach 2006–2012 średnie nasycenie tlenem wód przy dnie wahało się od 66,9% do 84,7%, a w warstwie przypowierzchniowej od 101,1% do 103,2%. Zawartość materii organicznej wynosiła ok. 5,6 g węgla na litr, a zawiesiny ok. 0,9 mg/l. Zawartość fosforu całkowitego wahała się od 0,011 mg/l do 0,015 mg/l, z czego fosfor mineralny stanowił ok. 0,001 mg/l. Zawartość całkowitego azotu wahała się ok. 1 mg/l, z czego większość stanowił azot w formie organicznej, podczas gdy zawartość azotu azotanowego wahała się od 0,005 mg/l do 0,012 mg/l, azot amonowego wynosiła ok. 0,04 mg/l, a azotu azotynowego nie stwierdzano. Zawartość chlorofilu a wahała się od 1,19 mg/l do  1,56 mg/l. BZT5 wahało się od 0,63 mg tlenu na litr do 0,95 mg.
Za twardość węglanową wody Naroczy odpowiadają głównie jony wapnia. Jest średnio zmineralizowana:
| SO42- (mg/l) | Cl- (mg/l) | HCO3- (mg/l) | Ca2+ (mg/l) | Mg2+ (mg/l) | K+ (mg/l) | Na+ (mg/l) | Całkowita mineralizacja (mg/l) |
| ------------ | ---------- | ------------ | ----------- | ----------- | --------- | ---------- | ------------------------------ |
| 6,6          | 12,4       | 136,5        | 21,3        | 15,2        | 2,44      | 9,00       | 204,4                          |

## Klimat
Wahania poziomu wody w jeziorze sięgają 35–40 cm w ciągu roku, w niektóre lata do 70 cm. Lód utrzymuje się średnio przez 127 dni w roku, od pierwszej dekady grudnia do pierwszej dekady kwietnia, przy czym w niektóre lata południowo-wschodnie ploso jeziora zamarza dopiero w styczniu. Grubość pokrywy lodowej wynosi 50–60 cm, w niektóre lata do 80–90 cm. W przedłużające się wiosny pola lodowe utrzymują się do końca kwietnia, a spiętrzenia lodu przy brzegach – do maja. Zimą temperatura wody na średnich głębokościach wynosi 2,5 °C. Wiosną masy wodne ulegają dobremu przemieszaniu do dna, a temperatura na największych głębokościach wynosi 10–12 °C. Powierzchniowe warstwy wody mają średniomiesięczną temperaturę 8,7 °C w październiku, 16,9 °C w czerwcu, 18,9 °C w lipcu, 18,7 °C w sierpniu. Na przełomie lipca i sierpnia woda osiąga temperaturę maksymalną wynoszącą 22 °C.

## Flora

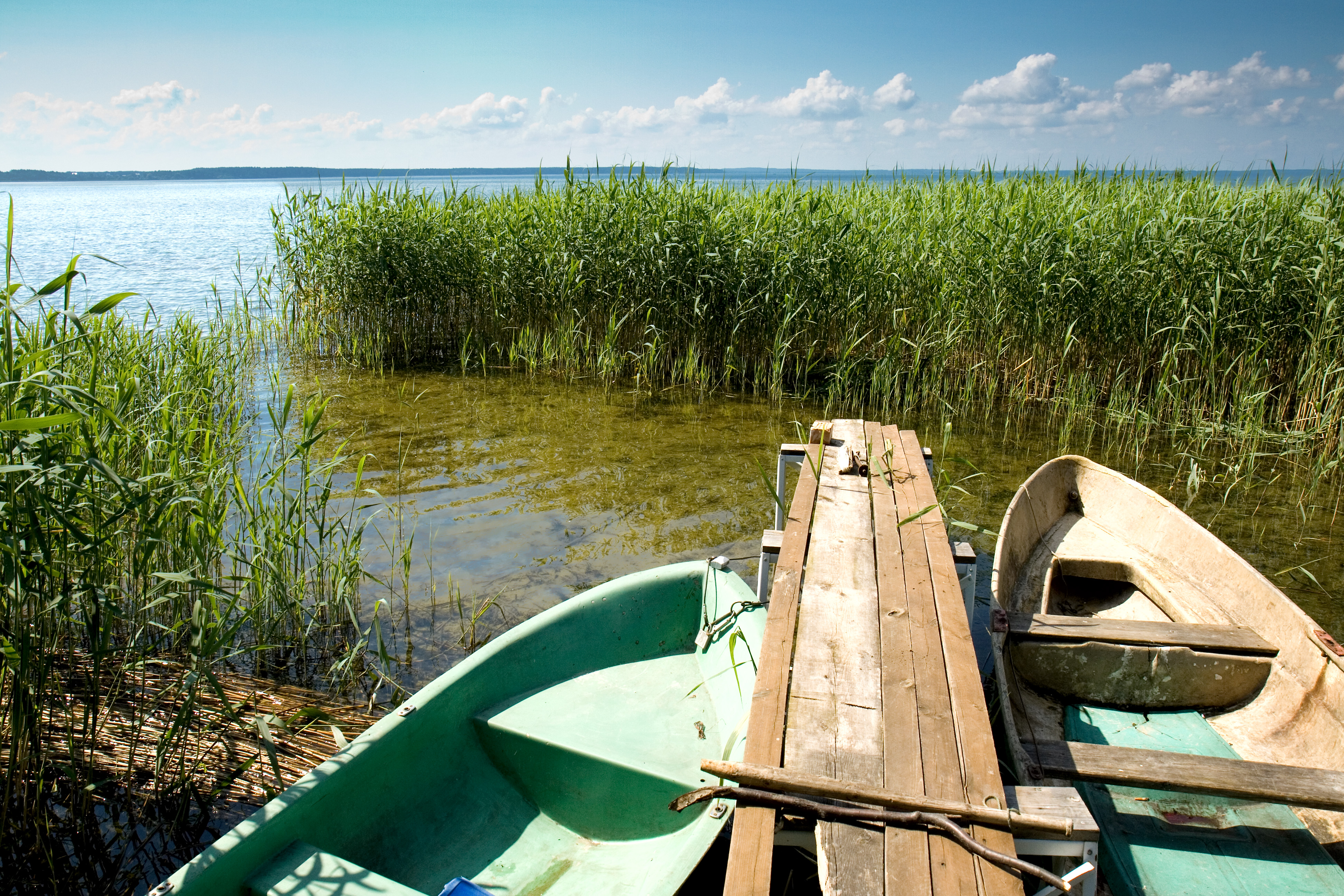
Roślinność nadbrzeżna Naroczy

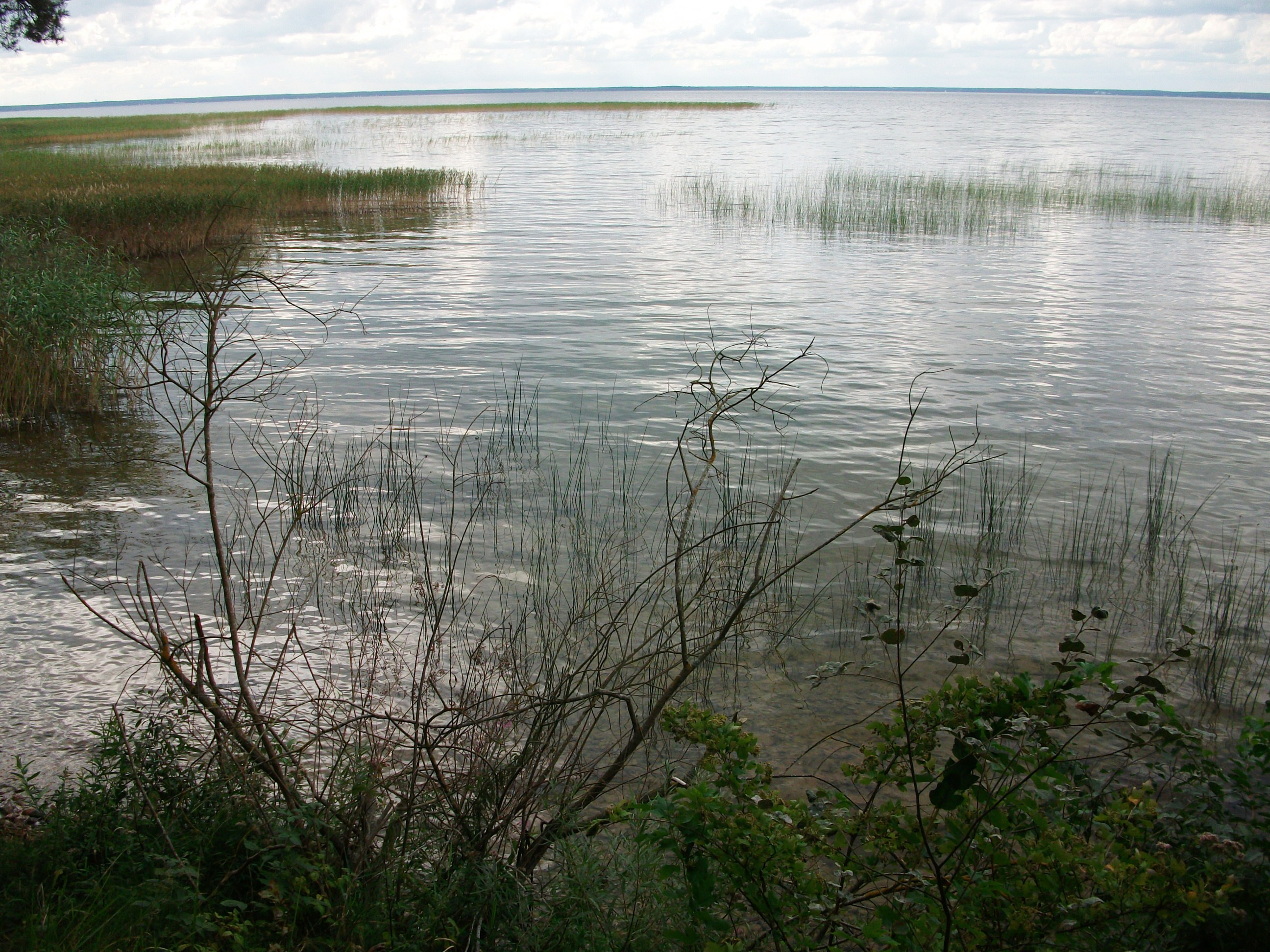
Roślinność nadbrzeżna Naroczy

Wśród wodnej flory jeziora Narocz występuje kilkadziesiąt gatunków ściśle wodnych roślin, w tym rośliny kwiatowe i glony. Zarasta ponad 20% powierzchni jeziora – najsilniej Małe Ploso, w którego północno-wschodniej części szerokość pasa roślinności dochodzi do 2 km. Na Wielkim Plosie pas roślinności wynosi 50–350 m. Wzdłuż brzegów znajduje się charakterystyczna strefa przyboju fal pozbawiona roślinności, rozciągająca się od strefy wdzierania się fal do głębokości 1,5–2 m na Małym Plosie i 3,5–4 m na Wielkim Plosie. Roślinność szuwarowa, taka jak trzcina i oczeret, występuje w oddzielnych skupiskach o różnych rozmiarach, zajmuje niewielką powierzchnię jeziora – poniżej 3% i miejscami dochodzi do głębokości 1,5–2 m. Roślinność podwodna, wśród której przeważają ramienice, pokrywa około 15 km² powierzchni dna i sięga do głębokości 7,5–8,0 m.

### Makrofity
Wśród makrofitów w jeziorze Narocz stwierdzono występowanie 28 gatunków roślin o liściach wynurzonych lub pływających i 16 gatunków zanurzonych, w tym rośliny naczyniowe, zdrojek pospolity i 9 gatunków ramienic. Dominują trzcina, oczeret, moczarka kanadyjska, osoka aloesowata, rogatek, ramienice. Badanie makrofitów szuwarowych przeprowadzone w 2004 roku wykazało powierzchnię zarastania jeziora wynoszącą 2,7 km² i suchą biomasę 2838,1 t. Badanie makrofitów podwodnych przeprowadzone w 2001 roku przez Gigiewicza, Własowa i Wynajewa wykazało powierzchnię zarastania 20,1 km² i suchą biomasę 8362,0 t. Według innych źródeł wśród wodnej flory jeziora Narocz występuje 48 gatunków ściśle wodnych roślin, w tym 38 kwiatowych i 8 glonów.

### Fitoplankton
Wśród fitoplanktonu w jeziorze Narocz stwierdzono występowanie 188 gatunków glonów z 8 gromad, w tym: sinic – 31 gatunków, kryptomonad – 10, bruzdnic – 8, złotowiciowców – 26, okrzemek – 60, euglenin – 2, zielenic – 50 (w tym z rodziny Volvocaceae – 3, Chlorococcaceae – 36, Desmidiaceae – 10 i Ulotrichaceae – 1), różnowiciowców – 1.
|               | Liczebność, mln komórek/l | Liczebność, mln komórek/l | Biomasa, mg/l (świeża masa) | Biomasa, mg/l (świeża masa) |
| ------------- | ------------------------- | ------------------------- | --------------------------- | --------------------------- |
| Rok           | 2006–2010                 | 2011                      | 2006–2010                   | 2011                        |
| Małe Ploso    | 29,3±5,1                  | 48,4±50,5                 | 1,2±0,3                     | 1,3±0,4                     |
| Wielkie Ploso | 38,7±21,1                 | 66,5±109,9                | 1,1±0,4                     | 1,3±0,7                     |

### Bakterioplankton
Bakterioplankton w jeziorze Narocz reprezentowany jest głównie przez drobne ziarenkowce, których komórki mają objętość od 0,05 do 0,06 μm³.
|                          | Liczebność, mln komórek/ml | Liczebność, mln komórek/ml | Biomasa, mg/l (świeża masa) | Biomasa, mg/l (świeża masa) |
| ------------------------ | -------------------------- | -------------------------- | --------------------------- | --------------------------- |
| Rok                      | 2006–2010                  | 2011                       | 2006–2010                   | 2011                        |
| Średnio w całym jeziorze | 2,01±0,27                  | 1,76±0,53                  | 0,33±0,09                   | 0,28±0,09                   |

## Fauna

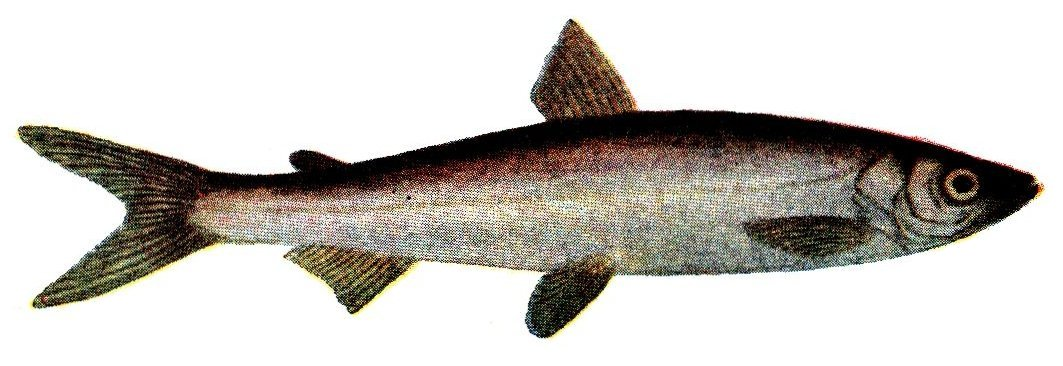
Sielawa – jeden z rodzimych gatunków ryb w Naroczy

W Naroczy żyje 25 gatunków ryb, z których 19 to gatunki rodzime. Dominują wśród nich sielawa i sieja. Jezioro jest przemysłowo zarybiane takimi gatunkami, jak węgorz europejski, sazan amurski, sandacz, sieja, peluga i karaś srebrzysty. Znaczenie przemysłowe mają także okoń, płoć, szczupak, ukleja, lin, miętus, krąp, sander i inne. W otoczeniu jeziora występuje bogactwo ptaków wodnych. Zidentyfikowano miejsca gniazdowania gatunków ptaków znajdujących się w Czerwonej Księdze Republiki Białorusi: łabędzia niemego, rybitwy białoczelnej, rybołowa zwyczajnego i perkozka zwyczajnego. Na położonej na jeziorze wyspie żyją rzadkie zwierzęta i ptaki, m.in. gniazduje tam chroniona nurogęś.
Wśród pasożytów ptaków żyjących w Naroczy metodami molekularnymi stwierdzono występowanie odrębnego gatunku przywr z grupy Trichobilharzia ocellata. Do czasu pełnego opisania, zaproponowano nazwanie go Trichobilharzia sp. var. narochanica.

### Makrobentos

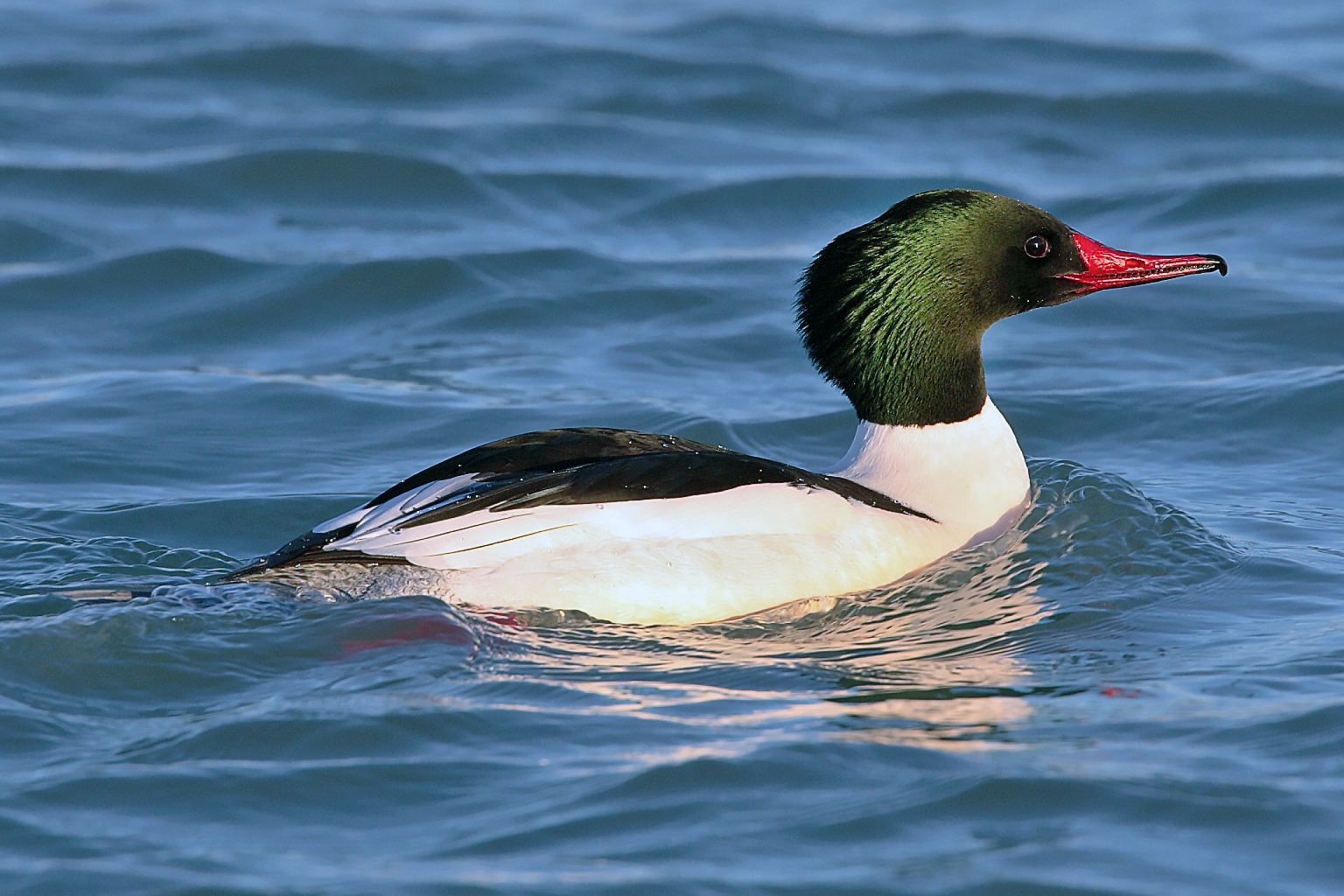
Nurogęś – gatunek gniazdujący na położonej na Naroczy wyspie

Wśród makrobentosu w jeziorze Narocz stwierdzono występowanie ogółem 121 taksonów organizmów bezkręgowych należących do jamochłonów, płazińców, obleńców, pierścienic, mięczaków, stawonogów.
|                          | Liczebność, tys. osobników/m² | Liczebność, tys. osobników/m² | Biomasa, g/m² (świeża masa) | Biomasa, g/m² (świeża masa) |
| ------------------------ | ----------------------------- | ----------------------------- | --------------------------- | --------------------------- |
| Rok                      | 2006–2010                     | 2011                          | 2006–2010                   | 2011                        |
| Średnio w całym jeziorze | 3,0±0,5                       | 2,3±0,1                       | 18,3±4,6                    | 14,6±5,0                    |

Od lat 80. w Naroczy występuje racicznica zmienna. Rozwój jej populacji w latach 90. miał charakter inwazyjny.

### Zooplankton
Wśród zooplanktonu w jeziorze Narocz stwierdzono występowanie 47 gatunków, w tym 19 gatunków wioślarek, 4 gatunków widłonogów i 24 gatunków wrotków.
|                          | Liczebność, tys. osobników/m³ | Liczebność, tys. osobników/m³ | Biomasa, g/m³ (świeża masa) | Biomasa, g/m³ (świeża masa) |
| ------------------------ | ----------------------------- | ----------------------------- | --------------------------- | --------------------------- |
| Rok                      | 2006–2010                     | 2011                          | 2006–2010                   | 2011                        |
| Średnio w całym jeziorze | 120,2±28,7                    | 122,9±88,2                    | 0,56±0,13                   | 0,92±0,58                   |

## Turystyka i rekreacja

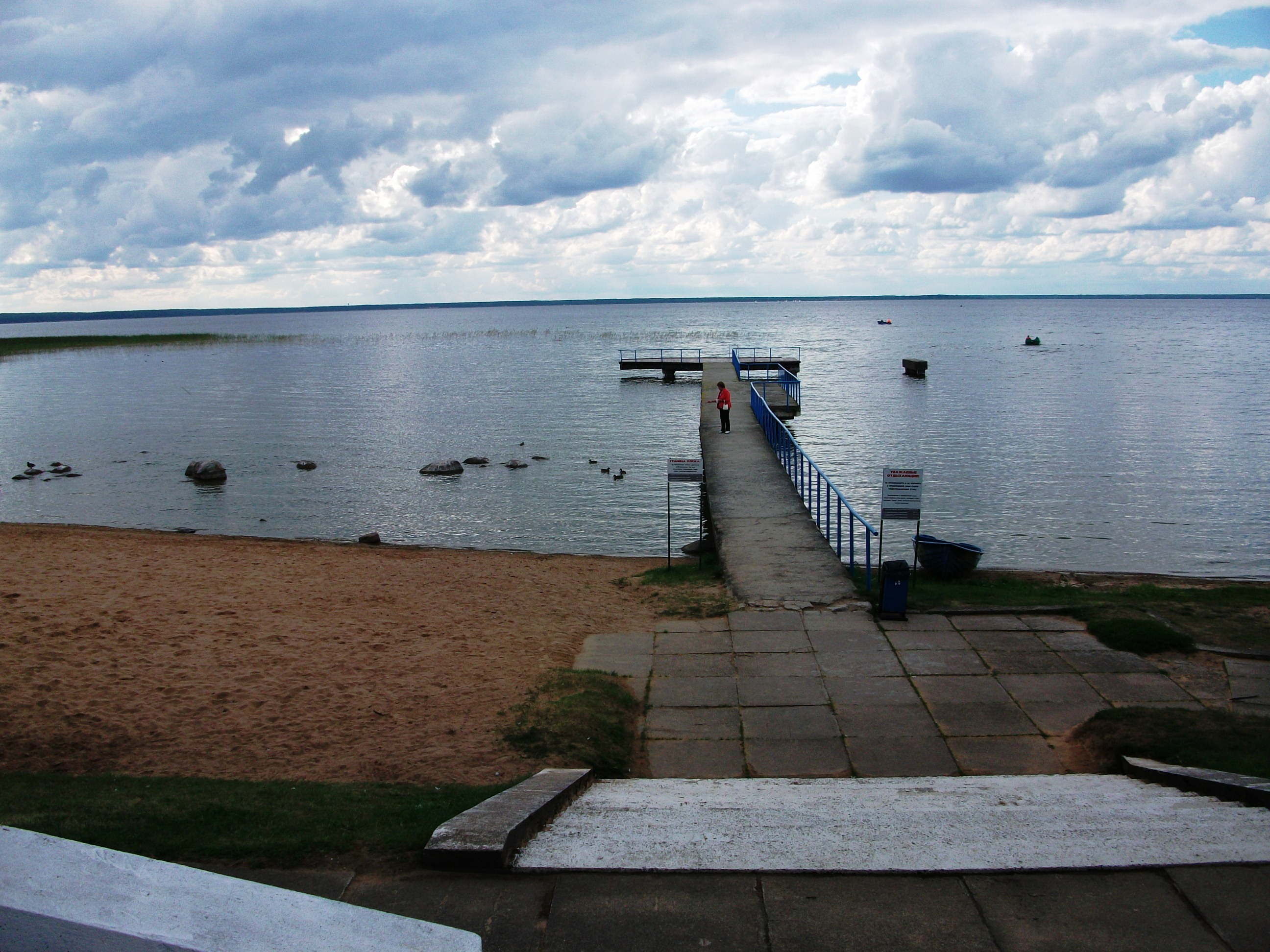
Plaża nad jeziorem Narocz

Sprzyjające warunki klimatyczne i malownicze krajobrazy sprawiły, że wokół Naroczy powstało wiele ośrodków wypoczynkowych. W pobliżu jeziora i nad jego brzegiem działają kurort Narocz, szereg sanatoriów i domów wczasowych, a także hotele i obozy pionierskie. Otoczenie jeziora od strony północno-zachodniej, a także częściowo zachodniej i południowo-zachodniej stanowią strefę rekreacyjną o nazwie Naroczańska Strefa Wypoczynkowa. W jej skład wchodzi 12 stacjonarnych obiektów, takich jak uzdrowiska, obiekty turystyczne oraz pola kempingowe „Antonisberg” i „Łagier”. Nad samym brzegiem położone jest osiedle wypoczynkowe Narocz. Ogółem ośrodki wczasowe nad Naroczą i sąsiadującymi jeziorami dysponują liczbą około 1650 miejsc. Wzdłuż brzegów Naroczy znajdują się plaże o łącznej długości 8,5 km. Sezon na pływanie trwa 80 dni w ciągu roku. Amatorskie wędkarstwo jest płatne. Ze względu na przypadki świądu pływaków w pobliżu ośrodków turystycznych służby parku narodowego prowadzą monitoring cerkarii pasożytów z rodziny Schistosomatidae.

## Ochrona środowiska
Jezioro Narocz zostało wprowadzone przez władze Białorusi do spisu zbiorników wodnych podlegających szczególnej ochronie. Znajduje się na terenie Naroczańskiego Parku Narodowego. Do południowo-wschodniego brzegu jeziora sięga rezerwat hydrologiczny Czeremszyce. W otoczeniu Naroczy znajduje się szereg pomników przyrody o randze państwowej, m.in. odsłonięta formacja geologiczna Studzieniec (na południowym wschodzie) oraz półwyspy Nanosy i Czerewki. Na północnym brzegu utworzono rezerwaty przyrody Niakasiecki i Pasynki. Od 1946 roku prowadzone są obserwacje hydrometeorologiczne i badania obserwacyjne przez stację hydrobiologiczną Białoruskiego Uniwersytetu Państwowego.
Narocz jest wymieniana jako trzecie pod względem czystości jezioro na Białorusi. Jednak w związku z intensyfikacją rolnictwa i zwiększeniem wpływu działalności człowieka zaobserwowano pogorszenie jego stanu ekologicznego. Uległa zmniejszeniu przejrzystość wody, zwiększyła się ilość fitoplanktonu, agresywnie rozmnażają się sinice – wskaźniki eutrofizacji jeziora, rośnie zawartość związków fosforu w wodzie. Wprowadzenie ochrony obszarowej w zlewni jezior naroczańskich w połowie lat 80. XX w. sprawiło jednak, że presja antropogeniczna osłabła, a dopływ substancji biogennych powodujących eutrofizację zmniejszył się o ok. 30%.

## Historia

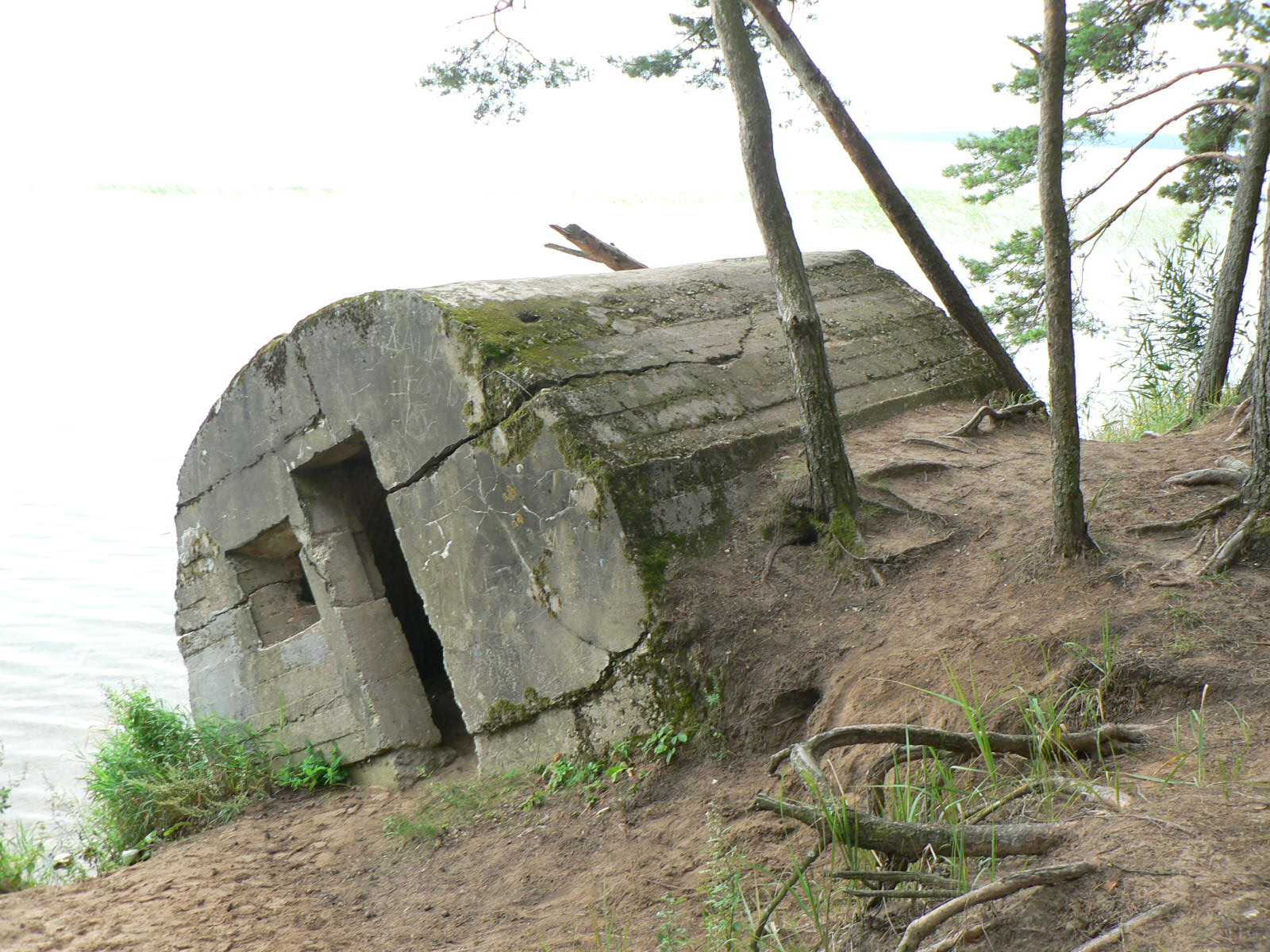
Pozostałości niemieckich bunkrów z okresu I wojny światowej

Jezioro Narocz przez stulecia, aż do rozbiorów, położone było na terytorium Wielkiego Księstwa Litewskiego i I Rzeczypospolitej. W XVIII wieku przez jezioro przebiegała granica między II i III rozbiorem. W 1793 roku do Imperium Rosyjskiego trafił wschodni brzeg Naroczy, a w 1795 roku – cały zbiornik. Na początku XX wieku na brzegu jeziora zaczęły powstawać prywatne wille, zbudowano restaurację, klub jachtowy, przystań dla łodzi parowych, kursowały także wakacyjne pociągi.
W czasie I wojny światowej w marcu 1916 roku miała miejsce bitwa nad jeziorem Narocz – nieudana ofensywa wojsk rosyjskich na pozycje niemieckie. W jej wyniku Rosjanie ponieśli ogromne straty (78 tysięcy zabitych żołnierzy), odnosząc jedynie niewielkie, miejscowe sukcesy. W latach 1920–1922 przez Narocz przechodziła granica pomiędzy Litwą Środkową i II Rzecząpospolitą. Po włączeniu Litwy Środkowej do Polski w 1922 roku jezioro znalazło się w całości na terytorium II Rzeczypospolitej.

### W II Rzeczypospolitej

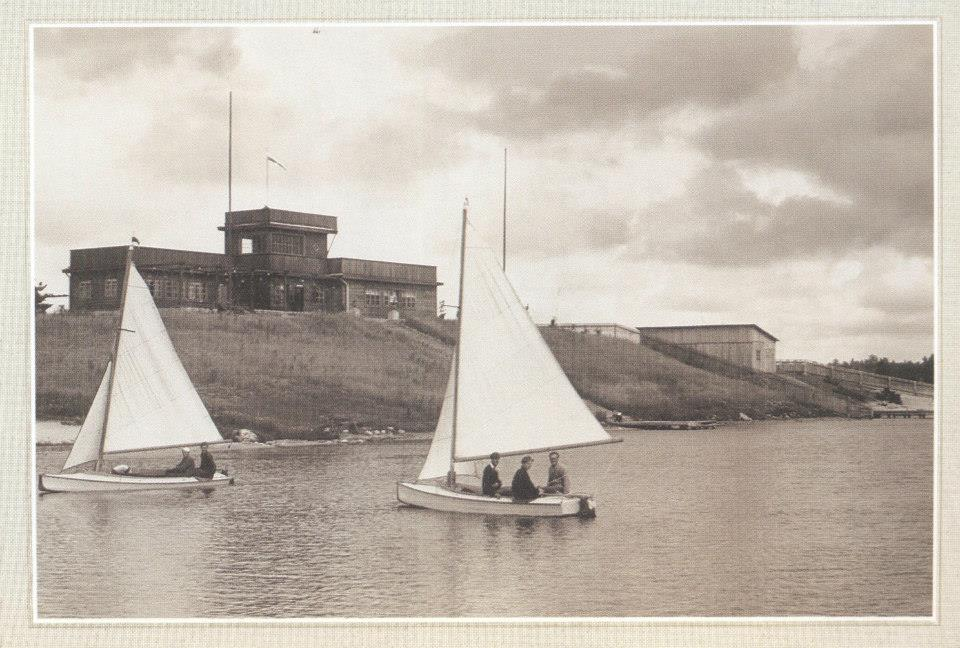
Narocz w okresie II Rzeczypospolitej

W okresie międzywojennym Narocz była największym jeziorem Polski. Stanowiła wówczas centrum żeglarsko-kajakowe i ośrodek wypoczynkowy. Przez cały okres międzywojenny dojazd do Naroczy był trudny – podróż z Wilna trwała ok. 5 godzin po częściowo brukowanej, a częściowo gruntowej drodze. Na rozwój lokalnej turystyki pozytywnie wpłynął remont i przedłużenie do brzegu jeziora poniemieckiej linii kolei wąskotorowej. W lecie w okolicznych wsiach i miasteczkach wynajmowano pokoje wczasowiczom, powstawały także pensjonaty. Na przełomie lat 20. i 30. zbudowano nad jeziorem dwa schroniska. Jedno z nich, turystyczne, znajdowało się na wschodnim brzegu i należało do Towarzystwa Miłośników Jeziora Narocz. Był to drewniany budynek w stylu zakopiańskim o charakterze kurortu. Posiadał on wieżę, z której rozciągał się widok na jezioro. Drugie schronisko, szkolne, położone było w miejscowości Kupa koło Kobylnika na brzegu północno-zachodnim. Miało ono formę prostego, drewnianego budynku z elementami stylu modernistycznego. Znajdowało się w nim kilka sal, w których przyjmowano po 100 osób dziennie. Schronisko dysponowało także pięcioma żaglówkami i 40 kajakami. Nad jeziorem swój ośrodek prowadziła także Liga Morska i Kolonialna, która w latach 30. w okresie letnim organizowała tam kursy żeglarstwa śródlądowego liczące po kilkuset uczestników. Ośrodek Ligi zajmował obszar 3 ha i dysponował drewnianymi budynkami. Zimą Narocz była ośrodkiem sportów i rekreacji z użyciem bojerów.
Nad Naroczą swoje obozy mieli również harcerze. Pod koniec sierpnia 1936 roku odbył się tam VIII ogólnopolski Zjazd Harcerstwa Starszego. Brało w nim udział 113 uczestników, a w jego trakcie przyjęto komentarz do prawa harcerskiego dla starszych harcerzy. Co najmniej raz, około 1935 roku, miał miejsce rajd samochodowy dookoła jeziora. W 1938 Kupa nad Naroczą była miejscem zakończenia I. i startu II. etapu samochodowego XI Międzynarodowego Raidu Automobilklubu Polski o Grand Prix Polski. 
W 1935 roku wybuchł strajk naroczańskich rybaków, który wzbudził duże zainteresowanie w całej Polsce, szczególnie na Wileńszczyźnie i Polesiu. Rybacy protestowali przeciwko zakazowi swobodnego połowu ryb, który był skutkiem nacjonalizacji rzek i jezior. Protesty były podsycane przez Komunistyczną Partię Zachodniej Białorusi i objęły około 40 wsi w rejonie jezior brasławskich. Strajkujących poparli m.in. posłanka na Sejm z okręgu wileńskiego Wanda Pełczyńska oraz Józef Mackiewicz, który opisał protesty w reportażach w cyklu „Bunt Narocza”. Mimo częściowych ustępstw ze strony władz protesty trwały aż do września 1939 roku.

### Po II wojnie światowej

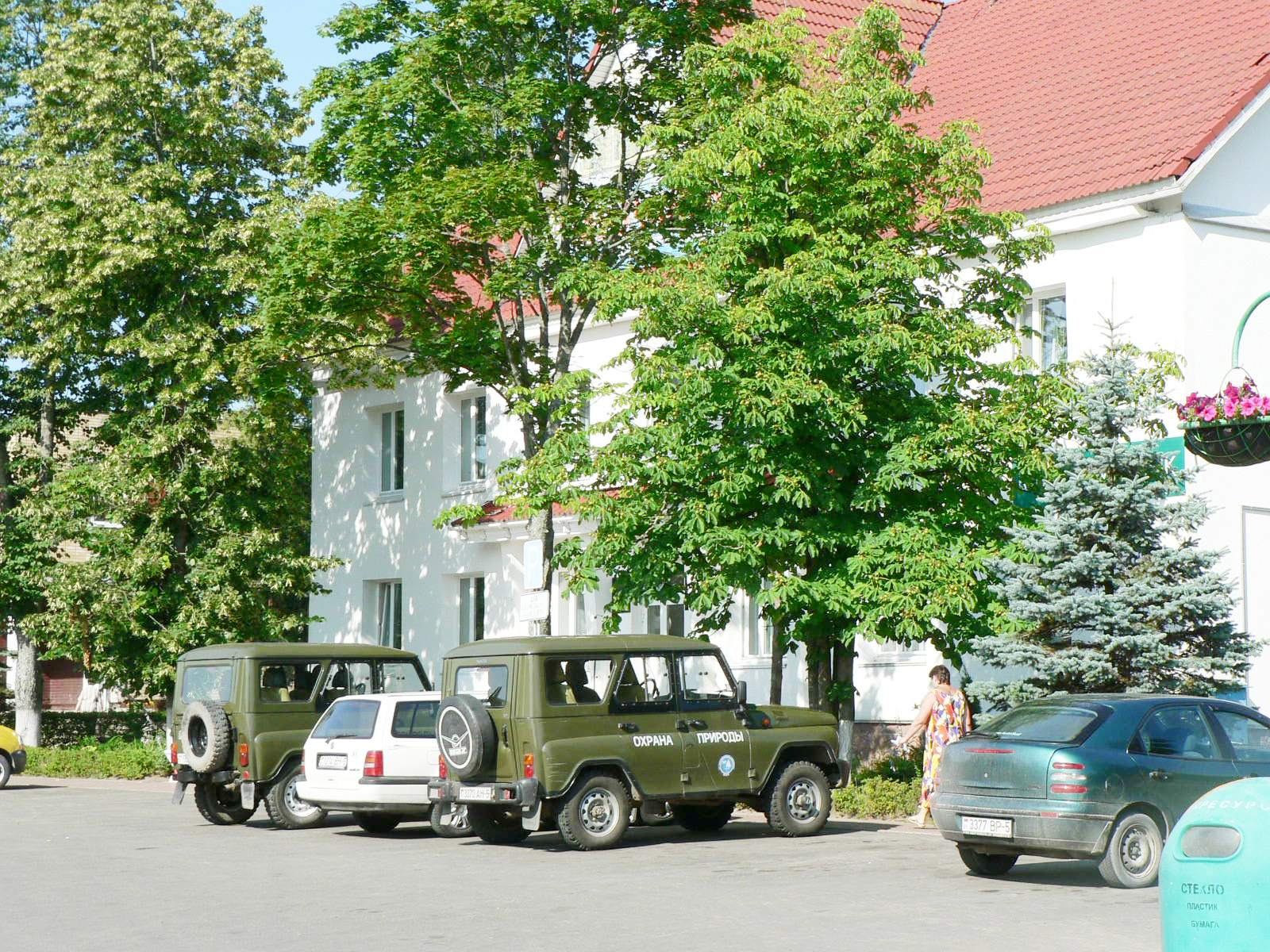
Siedziba Naroczańskiego Parku Narodowego

W wyniku II wojny światowej jezioro Narocz znalazło się w Białoruskiej SRR. Pod koniec lat 50. XX wieku władze radzieckie rozpoczęły na brzegu jeziora aktywne budownictwo schronisk turystycznych i ośrodków wypoczynkowych. W 1963 roku otwarto sanatorium „Narocz”, później – ośrodek wypoczynkowy „Narocz”, dziecięcy obóz uzdrowiskowy „Zubrania” (lub po rosyjsku „Zubrionok”; pol. Żubrzyk) i inne. W latach 60. i 70. w rejonie Naroczy powstała największa strefa wypoczynkowo-uzdrowiskowa Białorusi. 9 stycznia 1991 roku północna część brzegu jeziora została włączona do rezerwatu biologicznego „Pasynki”, a w 1999 roku całe jezioro weszło w skład Naroczańskiego Parku Narodowego.
W czerwcu 2011 roku białoruscy nurkowie znaleźli i sfotografowali na dnie jeziora wrak statku. Ma on długość 10 m, szerokość około 2 m, jest opancerzony, a w jego kadłubie znajduje się znacznych rozmiarów dziura. Przypuszczalnie jest to pozostałość po jednostce należącej do Imperium Rosyjskiego, która została zatopiona w czasie bitwy w 1916 roku. Statku nie udało się jednak dokładnie zidentyfikować, ponadto nie były dotąd znane żadne wzmianki historyczne o udziale rosyjskiej floty w bitwie.

## Narocz w kulturze

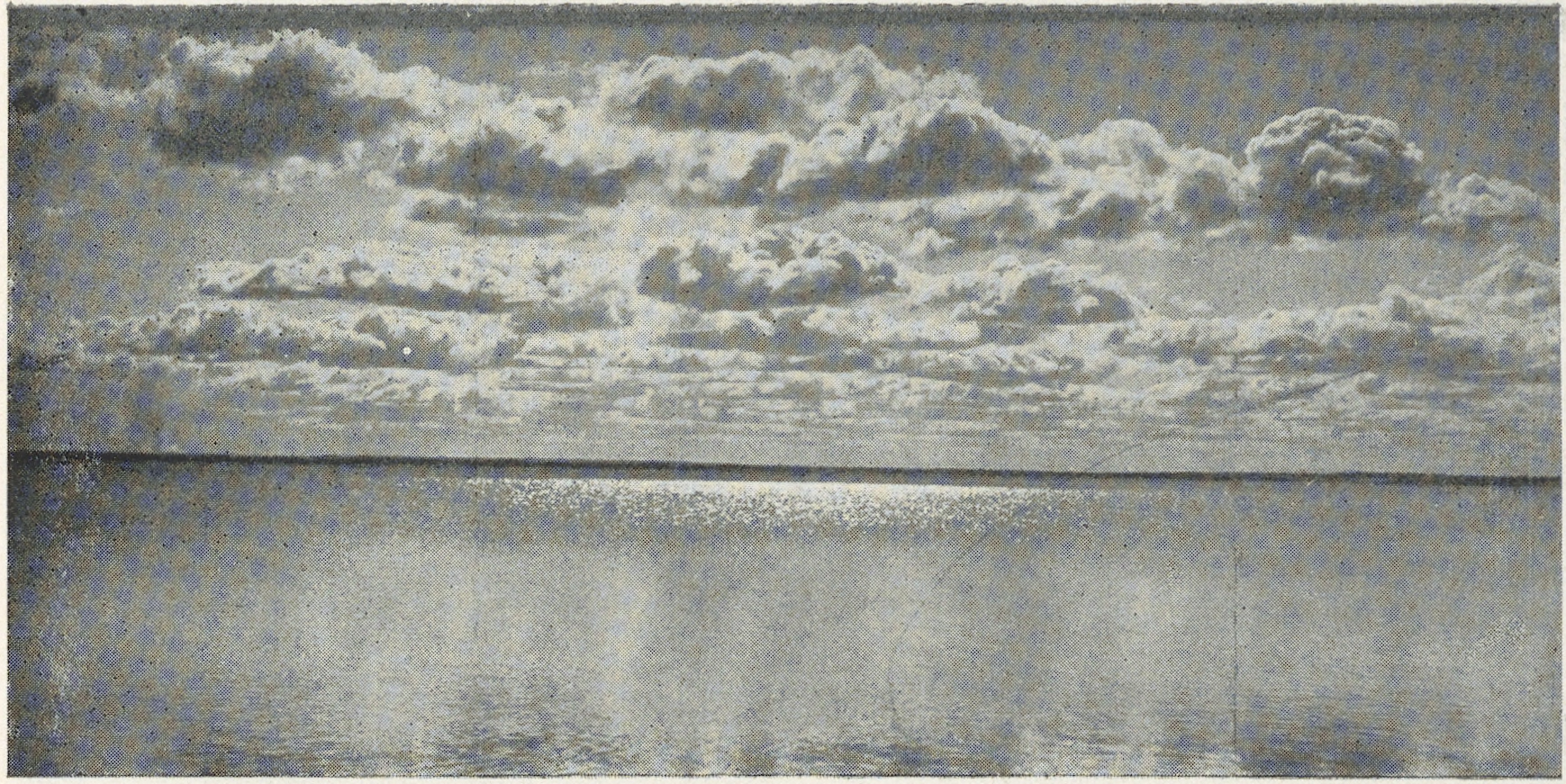
Fotografia jeziora autorstwa Jana Bułhaka

W 1935 roku wileński fotograf Jan Bułhak wydał książkę „Narocz. Największe jezioro w Polsce”, zawierającą artystyczne zdjęcia jeziora. W 1938 roku została opublikowana książka Mieczysława Lisiewicza „Trop nad jeziorem. Opowieść naroczańska”, będąca pierwszym tomem serii „Podróże i Przygody”. Trwający od 1935 do 1939 roku strajk naroczańskich rybaków był postrzegany przez wielu przedstawicieli białoruskiej mniejszości narodowej w Polsce w kontekście oporu Białorusinów przeciwko polskiej władzy, co sprawiało, że tworzyli oni dzieła kultury inspirowane tymi wydarzeniami. W latach 1935–1937 Maksim Tank napisał białoruskojęzyczny poemat pt. „Naracz”. Jego treść została odebrana negatywnie przez polskie władze, przez co autor nie mógł wydrukować utworu w całości. Publikował go w częściach na łamach wileńskiego kwartalnika „Kałośsie”, wykreślając najbardziej kontrowersyjne fragmenty. Mimo tego, niektóre numery czasopisma z fragmentami poematu były konfiskowane przez polskie władze. Dopiero w 1940 roku, przy radzieckiej władzy, prawdopodobnie podczas pracy w Wilejce, Tankowi udało się w całości wydać tekst poematu. Strajk rybaków był także tematem dla białoruskiego malarstwa po II wojnie światowej. W 1957 roku Wital Ćwirka namalował „Powstanie rybaków na jeziorze Narocz” – obraz olejny na płótnie o wymiarach 188 na 335 cm, który później stał się własnością Narodowego Muzeum Sztuki Republiki Białorusi. Powstał także obraz autorstwa Kanstancina Charaszewicza pt. „Powstanie naroczańskich rybaków”, który zdaniem Siarhieja Chareuskiego jest jednym z najbardziej jaskrawych świadectw sztuczności tematów typu „pod uciskiem panów”.

## Legendy
Istnieje kilka legend zapisanych przez Walerija Iwanowa, dotyczących powstania jeziora Narocz i Naroczańskiej Grupy Jezior.

### Legenda o powstaniu Naroczańskiej Grupy Jezior
Dawno temu na ziemiach wokół Miadzioła nie było jezior, a wszędzie tylko rósł gęsty, głuchy las. Wśród lasu w chatce mieszkał leśnik ze swoją córką Galiną. Dziewczyna była niezwykłą pięknością o długich, jasnych niczym len włosach i ogromnych niebieskich oczach. Na wieść o jej niezwykłej urodzie przybywało wielu adoratorów i swatów, by proponować małżeństwo. Wszyscy jednak spotykali się z odmową, ponieważ Galina kochała Wasilka – silnego i dobrego chłopaka, mistrza wszelkich rzemiosł. Pewnego razu Wasilek podarował Galinie lusterko, mówiąc jej, by go pilnowała, gdyż odlane zostało ze źródlanych ziarenek piasku i posiada magiczną moc – jeśli w nie spojrzy, zobaczy swój los. Pewnego razu Galina spojrzała w lustro i zobaczyła jasne, czyste niebo, jezioro, wysokie fale i unoszącą się nad wodą mewę. Było wtedy lato, nic nie zapowiadało problemów dla zakochanych, a Galina niczego nie zrozumiała z wizji w lusterku.
Lato jednak minęło, a jesień przyniosła nieszczęście. Słudzy znanego w okolicy bogacza napadli na chatkę leśnika, zabili go, a córkę porwali i zawieźli panu. Galina płakała i rozpaczała, czekając na pomoc swojego ukochanego. I rzeczywiście, pomoc wkrótce nadeszła: Wasilek zakradł się do dworu i zabił znienawidzonego bogacza, przypadkiem jednak alarmując straż. Galina i Wasilek wskoczyli na konie i usiłowali uciec od pogoni, jednak okazało się to niemożliwe. Chłopak odprawił Galinę w stronę jej domu, a sam postanowił zmylić pogoń. Galina dotarła na koniu w miejsce, gdzie kiedyś był jej dom, teraz zastając tam jedynie pogorzelisko. W bezsilności upadła na ziemię i czekała na swojego wybranka. Czas mijał, a Wasilek nie wracał. Wówczas dziewczyna przypomniała sobie o lustrze, spojrzała w nie i zobaczyła, jak na wzgórzu leży ciało zabitego Wasilka, stoi nad nim wierny koń i krąży kruk. Dziewczyna w przerażeniu upuściła lusterko, które rozbiło się na wiele drobnych, srebrzystych okruchów. Tam, gdzie upadły odłamki, pojawiły się jeziora: Narocz, Miastro, Batoryn, Blado. Sama Galina zamieniła się natomiast w mewę. Krąży ona po dziś dzień nad jeziorem, krzycząc i wzywając swojego ukochanego.

### Legenda o Narze
Dawno temu na brzegu wielkiego jeziora o kryształowo czystej wodą żyła dziewczyna o imieniu Nara. Podczas zachodów Słońca lubiła ona siedzieć nad wodą na piaszczystym brzegu i śpiewać, grając na gusli. Pewnego razu śpiew Nary usłyszał pan, stary wdowiec, i zachciało mu się wziąć dziewczynę za żonę. Nara miała jednak narzeczonego i odmówiła. Wówczas słudzy pana zabili chłopaka, a dziewczynę przyprowadzili do pańskiego dworu. W noc przed ślubem Nara podpaliła pałac i spróbowała uciec. Na brzegu jeziora dogoniła ją pałacowa straż. Kiedy Nara zdała sobie sprawę, że nie zdoła uciec, rzuciła się do wody i utonęła. Od tego czasu jezioro nazywa się jej imieniem – Nara lub Narocz.